# Carl Heyder (Orgelbauer)

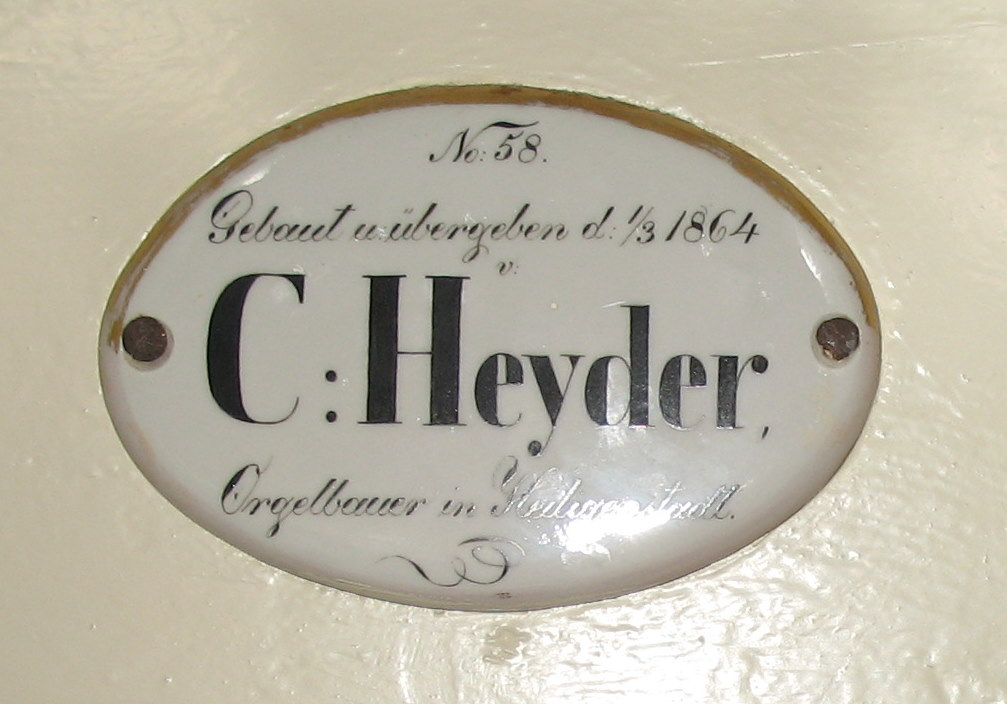
Firmenschild, Orgel in Helstorf 1864

Carl Heyder (* 7. Mai 1821 in Singen/Thüringen; † 21. Mai 1902 in Mühlhausen/Thüringen) war ein deutscher Orgelbauer.

## Leben
Er ging im benachbarten Paulinzella bei Johann Friedrich Schulze in die Lehre und arbeitete dann als Geselle vermutlich bei Friedrich Knauf in Großtabarz, in Halle a. d. Saale (bei Wäldner?) und schließlich bei Gottlieb Knauf in Bleicherode. 1847 eröffnete er eine eigene Werkstatt in Glasehausen (Eichsfeld), die er aber bereits im folgenden Jahr nach Heiligenstadt verlegte. 1868 übersiedelte er nach Mühlhausen.

## Werkliste (Auswahl)
Ein großes „P“ steht für ein selbstständiges Pedal, ein kleines „p“ für ein angehängtes Pedal. Eine Kursivierung zeigt an, dass die betreffende Orgel nicht mehr erhalten ist oder lediglich noch der Prospekt aus der Werkstatt stammt.
| Jahr | Ort                           | Kirche                  | Bild | Manuale | Register | Anmerkungen |
| ---- | ----------------------------- | ----------------------- | ---- | ------- | -------- | --- |
| 1849 | Pfaffschwende                 | St. Bartholomäus        |      | I/P     | 6        | Neubau, 1873 in neue Kirche umgesetzt, 1896 durch Breitbarth-Orgel aus Diedorf ersetzt |
| 1850 | Wintzingerode                 | St. Katharina           |      | I/P     | 10       | |
| 1852 | Dramfeld                      | St. Nikolai             |      | I/P     | 9        | 1939, 1956 und 1974 Reparaturen und Umbauten durch Paul Ott; 2011 Renovierung durch Krawinkel |
| 1855 | Landolfshausen                | St. Petri               |      | I/P     | 9 (10)   | 1969 ersetzt durch Neubau von Albrecht Frerichs – dabei wurden im Pedal zwei Register und die Windlade von Heyder sowie ein weiteres altes Register (Ph. Furtwängler?) übernommen; 2011 Umdisponierung und Neuintonation durch Ingo Kötter; 2012 wurde noch zusätzlich auf einer neuen, größeren Pedal-Lade eine gebrauchte Posaune 16′ (Giesecke 1970) aufgestellt. |
| 1857 | Mollenfelde                   | Ev. Kirche              |      | I/P     | 7        | → Orgel |
| 1858 | Kammerforst                   | St. Andreas             |      | II/P    | 14       | |
| 1860 | Kerstlingerode                | St. Johannes der Täufer |      | II/P    | 13       | Restauriert 2006 durch Orgelbau Waltershausen |
| 1862 | Lödingsen                     | St. Petri               |      | I/P     | 8        | op. 52 |
| 1863 | Elbingerode                   | St. Jakobi              |      | II/P    | 23       | [ 2 ] |
| 1864 | Helstorf                      | Ev. Kirche              |      | I/P     | 11       | 2007 von Bartelt Immer restauriert |
| 1864 | Langenholtensen               | St. Martini             |      | II/P    | 16       | 2 Register von Heyder erhalten (damals I/P/9), 7 von Dutkowski (1934/1935), 2 von Janke (um 1966), 5 von Haspelmath (1995), renoviert 2008 von Bosch |
| 1865 | Eberhausen                    | St. Nicolai             |      | I/P     | 6        | |
| 1871 | Stockhausen                   | St. Bonifatius          |      | I/P     | 7        | |
| 1872 | Ossenfeld                     | St. Crucis              |      | I/P     | 6        | Pedal erst 1878 von Heyder hinzugefügt und erst um 1970 durch ein zweites Register ergänzt |
| 1874 | Hetjershausen                 | St. Marien              |      | I/P     | 10       | Heyders op. 82. 1955 und 1960 durch Paul Ott sowie 1973 durch Martin Haspelmath umdisponiert: ursprünglich 8-8-8-4-2-Mixtur, 16-8; wurde zu 8-4-4-2-Mixtur-Sesquialtera (D)-Quint 3′ (B), 16-8-4 (Heyders Principal 8′ und Hohlfloete 8′ im Manual entfielen; Pedal durch Quintadena 4′ erweitert)                                                                   |
| 1878 | Unterbillingshausen           | St. Martini             |      | I/P     | 7        | 1902 in der neu erbauten Kirche verändert wieder aufgestellt durch P. Furtwängler & Hammer, 2020/21 renoviert durch Ingo Kötter |
| 1883 | Bishausen (Nörten-Hardenberg) | St. Georg               |      | I/P     | 6        | 1945 umdisponiert durch Paul Ott, 2004 renoviert durch Rudolf Janke |
| 1884 | Varmissen                     | Ev. Kapelle             |      | I/P     | 4        | Der ursprüngliche im Diskant disponierte Principal 8′ wurde in den 1960er Jahren durch einen Principal 2′ ersetzt. Restaurierung 2021 durch Sauer & Heinemann |
| 1888 | Rittmarshausen                | St. Marien              |      | I/P     | 11       | Im Wesentlichen erhalten, renoviert 2006 von Bosch |